# Rječnik sinonima hrvatskoga jezika
Rječnik sinonima hrvatskoga jezika rječnik je sinonima u izdanju nakladničke kuće Jesenski i Turk. Njegove su autorice Ljiljana Šarić i Wiebke Wittschen, a objavljen je u lipnju 2008. Jedini je takav rječnik posvećen hrvatskomu jeziku i sadrži otprilike 11 000 natuknica.

## Rad na rječniku
Autorice su u početku planirale izraditi hrvatsko-njemački rječnik sinonima, no primijetile su da bi se takvo djelo trebalo oslanjati na zaseban rječnik sinonima u hrvatskome jeziku (koji dotad nije postojao), pa su ga počele izrađivati 1998., a veći je njegov dio dovršen do 2002. Tijekom rada na rječniku služile su se građom iz jednojezičnih i dvojezičnih rječnika povezanim s hrvatskim jezikom.
Godine 2003. njemačka sveučilišna naklada Aschenbeck & Isensee u ograničenom je broju primjeraka objavila pilot-izdanje rječnika od 653 stranice pod imenom Rječnik sinonima. Budući da je to izdanje bilo rijetko na hrvatskome tržištu i da je naišlo na dobar prijam, autorice su pet godina poslije objavile proširenu inačicu djela pod imenom Rječnik sinonima hrvatskoga jezika.